# Natatolana amplocula
Natatolana amplocula är en kräftdjursart som beskrevs av Bruce1986. Natatolana amplocula ingår i släktet Natatolana och familjen Cirolanidae. Inga underarter finns listade i Catalogue of Life.